# Popongan (Banyu Urip)
Popongan is een bestuurslaag in het regentschap Purworejo van de provincie Midden-Java, Indonesië. Popongan telt 1563 inwoners (volkstelling 2010).